# House of Rock
House of Rock è una sitcom animata britannica del 2000, basata sui disegni di Andy Watt.
La serie ruota attorno alle vite successive di alcune delle rockstar decedute più famose al mondo tra cui Freddie Mercury, John Denver, The Notorious B.I.G., Kurt Cobain e Marc Bolan. Quest'ultimo è stato sostituito nella seconda stagione da John Lennon. Costretti a condividere una casa nel limbo, cercano di affrontare la noia, l'isolamento e le personalità contrastanti. I personaggi occupano una grande casa fatiscente in un paesaggio tetro e deprimente. Gran parte della commedia deriva dalle frustrazioni di ogni personaggio con l'ambiente circostante, il rapporto con gli altri e l'incapacità di fare qualcos'altro diverso dal solito per via della loro morte.
La serie è stata trasmessa per la prima volta nel Regno Unito su Channel 4 dal 5 aprile 2000 al 6 febbraio 2002, per un totale di 25 episodi ripartiti su due stagioni. In Italia lo speciale animato House of Rock Awards è stato trasmesso il 21 luglio 2004 mentre la serie dal 6 novembre 2004.

## Trama
La serie racconta la vita nell'aldilà delle defunte rockstar Freddie Mercury, Kurt Cobain, John Denver, Notorious B.I.G. e Marc Bolan (sostituito da John Lennon nella seconda stagione), che in attesa di essere definitivamente giudicati sono costretti a condividere la stessa casa diroccata nel mezzo del Limbo, in uno squallido e deprimente paesaggio apparentemente deserto per chilometri. Tutti loro sono destinati ad essere condannati per i loro abusi di alcool, droga, donne; Marc Bolan per abuso di lucidalabbra. Unica eccezione John Denver, nel Limbo per un errore amministrativo.
Scontrandosi continuamente a causa delle loro personalità incompatibili, cresce in loro la frustrazione man mano che aumenta la consapevolezza delle limitazioni dell'essere morti.

## Episodi
| Stagione         | Episodi | Prima TV USA | Prima TV Italia |
| ---------------- | ------- | ------------ | --------------- |
| Prima stagione   | 15      | 2000         | 2004            |
| Seconda stagione | 10      | 2001-2002    | 2004            |
| Speciali         | 1       | 2000         | 2004            |

## Personaggi e doppiatori
- Freddie Mercury (stagioni 1-2), voce originale di Gavin Claxton, italiana di Franco Mannella.

Teatrale, permaloso, capriccioso ed irascibile, Freddie disprezza apertamente tutti i suoi coinquilini e li apostrofa continuamente con commenti feroci e pungenti, comportandosi da Primadonna. Provoca continuamente discussioni ostentando la sua omosessualità. È molto nervoso e tende ad infervorarsi facilmente, specialmente con Biggie Smalls. Ha un gatto che si chiama "Galileo".
- John Denver (stagioni 1-2), voce originale di Gary Howe, italiana di Gianni Bersanetti.

John è l'unico ottimista della casa. Dolce e ingenuo, è convinto che ci sia qualche speranza di emergere dal limbo. Subisce continuamente abusi dai coinquilini più cinici, ma il suo amore per la pace lo ha portato a reprimere rigorosamente la rabbia. Usa esclamazioni tipiche dei cartoni animati di Scooby Doo, come "jinkies!".
- The Notorious B.I.G. (stagioni 1-2), voce originale di Cavin Cornwall, italiana di Paolo Marchese.

Biggie è particolarmente depresso nel limbo, dal momento che ha dovuto lasciare il suo stile di vita e la sua cultura Hip Hop alle spalle. Spesso inizia a sparare alla cieca con il suo Uzi. A volte la sua frustrazione sessuale è tanto grande che deve prendersela col postino, un terrorizzato Sid Vicious, e non di rado copula con il frigorifero. Non riesce a sopportare Freddie e ripete spesso che gli avrebbe già sparato da tempo, se la sua pistola fosse stata in grado di fargli qualcosa ora che è morto.
- Kurt Cobain (stagioni 1-2), voce originale di Gavin Claxton, italiana di Corrado Conforti.

Paranoico e depresso, Kurt è così stanco della vita che possiede un blocco di ultime lettere da suicida pre-stampate da poter attaccare ovunque come post-it. Nonostante questo è abbastanza socievole, soprattutto con Biggie e John Lennon. Il suo sogno è diventare il campione di Fifteen to One, un popolare quiz televisivo britannico.
- Marc Bolan (stagioni 1-2), voce originale di Richard Preddy, italiana di Gaetano Varcasia.

Marc, unico inquilino hippie, sensibile e dalle attitudini fiabesche, si esprime solo con distici in rima nello stile dei testi delle sue canzoni, cosa che irrita tutti gli altri. Quando Satana pretende che uno di loro si unisca a lei nell'Inferno, tutto il gruppo conviene sullo scegliere Marc, in una votazione in stile Grande Fratello. Successivamente vengono a scoprire con orrore chi sarà il suo sostituto: il maniaco del "pace e amore" John Lennon.
- John Lennon (stagione 2), voce originale di Gary Howe.

John arriva nella casa come sostituto di Marc Bolan nella seconda stagione, dopo che Bolan è stato votato dagli altri per andare all'Inferno.
Pomposo e pretenzioso, con una voce monotona dall'accento scouse, arriva indossando intorno alla vita un sottomarino giallo, riferimento al film Yellow Submarine.

### Altri personaggi
Nel corso della serie molte altre rockstar "trapassate" hanno fatto fugaci apparizioni: in primis Sid Vicious, postino della casa, terrorizzato da Biggie che sfoga su di lui le sue frustrazioni ogni volta che suona il campanello; Tupac Shakur, invitato ad una festa in maschera nella quale tenta di vendicarsi su Biggie; Michael Hutchence, frontman degli INXS, che viene appeso dietro la porta del bagno.

## Edizioni home video
Il 30 ottobre 2000 uscì la VHS contenente la prima stagione, che non fu seguita dalla distribuzione di una VHS contenente la seconda.
Il 14 maggio 2007 è uscito invece il DVD della seconda stagione, né preceduto né seguito dall'edizione DVD della prima stagione, contenente inoltre "Popcultomania" (11 min) ed "All Aboard The Cat Bus" (12 min), due episodi di due serie provenienti da "Comedy Lab" di Channel 4.